# トラベリックス 〜世界体感旅行〜
『トラベリックス 〜世界体感旅行〜』（トラベリックス せかいたいかんりょこう）とは、2003年10月26日から2015年9月27日までBS日本で毎週日曜19時から放送されていた紀行番組。セカンドシーズンまではゲーム的要素を持った双方向番組であったが、サードシーズンからは双方向番組ではなくなった。

## 放送期間
- トラベリックス 〜世界体感旅行〜（ファーストシーズン） 2003年10月26日 - 2007年3月25日
- トラベリックスII 〜世界体感旅行〜（セカンドシーズン） 2007年4月1日 - 2008年3月30日
- トラベリックスIII 〜世界体感旅行〜（サードシーズン） 2008年4月6日 - 2015年9月27日

## 放送時間
- BS日テレ 毎週日曜日 19:00 - 19:54（再放送の場合あり）

## 特徴
ナレーターが旅をしているという設定で番組は進行するが、ナレーターが実際に現地に赴いているわけではないので画面には登場しない。また、カメラの視線がナレーターの視線という設定でもあるので、レポーターも登場しない。その代わり、ナレーターが何かをしているという形で番組スタッフの手が頻繁に画面に登場する。この手法は２年後にスタートしたNHK『世界ふれあい街歩き』でも使われている。
また、デジタル放送の双方向機能を生かして視聴者参加型のゲームを行っていたのも大きな特徴であった。しかし、セカンドシーズンでは、ゲーム内容は大幅に簡略化され、サードシーズンになるとゲーム自体が行われなくなった。

## ゲーム内容
目標金額としてチャレンジマネーが設定され、旅行の終了までにチャレンジマネーをできるだけ使い切る。チャレンジマネーの金額は訪れる都市によって異なる。イベント、食事、宿泊等を、金額が伏せられたいくつかの選択肢から一つ選んで解答する。支出を節約したい場合にはパスすることも可能。ヒントとして「¥」の表示でマネーレベルが示される。「¥」の表示が多いほど、金額は高くなる。正解の金額は番組の最後にまとめて発表される。ゲーム参加者の中で、チャレンジマネーをオーバーせずに使い切った（残金が最も少ない）参加者には「ベストトラベラー」の称号が与えられる。
セカンドシーズンではゲーム内容が改められ、旅行中の支出の合計金額を推理するというものになった。番組中何回か金を払っているというサインが出るので、その合計金額を予想する。旅終了後に問題が出題され、最終的に使われた金額総数を4択から解答する。
サードシーズンでは双方向番組でなくなり、ゲームも廃止された。

## ナレーター
- 桜井幸子（初代ナレーター。2006年末、本上まなみが産休を取ったため一時的に再出演した）
- 本上まなみ（2代目ナレーター）
- 鈴木杏樹（2013年初頭に本上まなみが第二子出産のために産休に入り、1月6日付の放送より代役を務める）
- 滝知史（ルール説明、出題などを担当。サードシーズンは出演なし）

## スタッフ
- 構成：長田聖一郎、竹友ミカ
- 編集・MA：IMAGICA
- アシスタント：石田理香、須山由佳子
- ディレクター：岡部時子、伊藤淳一、新井康孝、矢崎ゆうこ
- 演出：中根三美
- プロデューサー：遠藤雅充、鈴木旬也
- 制作協力：IVSテレビ制作
- 製作著作：BS日テレ